# Royal Ordnance L7
El Royal Ordnance L7 es el modelo básico del cañón de tanque más exitoso del Reino Unido. El L7 era originalmente un cañón de 105 mm estriado, diseñado para equipar blindados. Fue tan exitoso que no solo equipó diseños británicos de la posguerra, sino que también fue usado casi universalmente en Occidente como el armamento principal de los tanques de la época.

## Historia

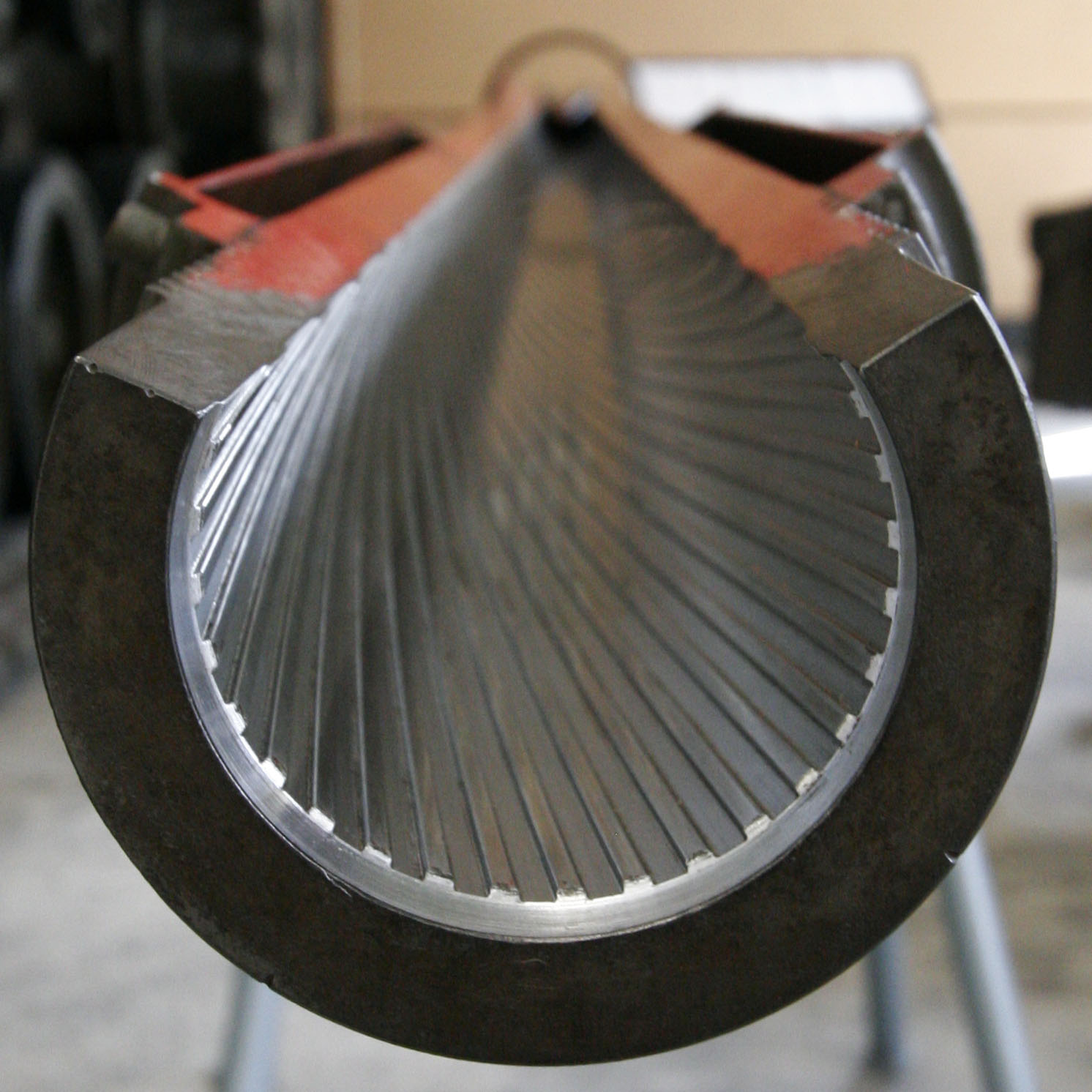
Un L7 de 105 mm, seccionado y expuesto en el Museo de Tanques Alemanes de Munster.

Durante la revuelta húngara de 1956, un tanque soviético T-54 fue conducido por lugareños hasta los terrenos de la embajada británica en Budapest. Tras examinar su cañón D-10T de 100 mm y su blindaje, los oficiales británicos consideraron que el Ordnance QF de 20 libras era aparentemente incapaz de perforarlo. Esto llevó a la adopción de un arma de 105 mm.
El L7 fue desarrollado en Royal Ordnance Factories para equipar tanques británicos en las primeras décadas de la Guerra Fría como un sucesor del Ordnance QF de 20 libras utilizado en el Centurion. El L7 fue específicamente diseñado para encajar en la montura del QF de 20 libras. Esto permitiría modernizar a los Centurion con un mínimo de modificaciones: en menor tiempo y a un menor costo. El primer tanque equipado con el L7 fue el Centurion Mk. 5 en 1959.
El cañón fue rápidamente adoptado por muchas otras naciones para sus propios modelos, como el Leopard 1 alemán (para el que se desarrolló la viariante L7A3), el Tipo 74 japonés (fabricado bajo licencia por Japan Steel Works), el Stridsvagn 103 sueco (como L74: más largo y con cargador automático), el M60 Patton estadounidense y el Merkava israelí. Algunos países han usado el arma para aumentar la potencia de fuego de modelos ya existentes; se han montado derivados del L7, como en los T-55 capturados por Israel, en el Ramsés II de Egipto, y en los Tipo 59 al servicio de Irak, e inclusive el Tipo 79 chino.
El L7 es aún hoy un cañón muy popular y se mantiene en uso (incluso tras ser sucedido por la serie L11 de 120 mm de ánima lisa) en algunos  Centurion que operan como observadores de artillería y en vehículos de ingenieros. El L7 y sus adaptaciones se encuentran hoy como equipo estándar o modernizado en una gran variedad de blindados desarrollados durante la Guerra Fría. Equipa además al Mobile Gun System, basado en el vehículo Stryker.

## Tecnología
La recámara utiliza un cierre horizontal donde se carga la munición fija. El retroceso del cañón es de 29 cm y eyecta automáticamente la vaina vacía. El cañón del L7 está equipado con un sistema de escape que sobresale de la parte central del mismo.

## Especificaciones
- Calibre: 105 mm (4,13 pulgadas)
- Peso: 1282 kg (2826 libras)
- Longitud: 5,89 m (19,3 pies)

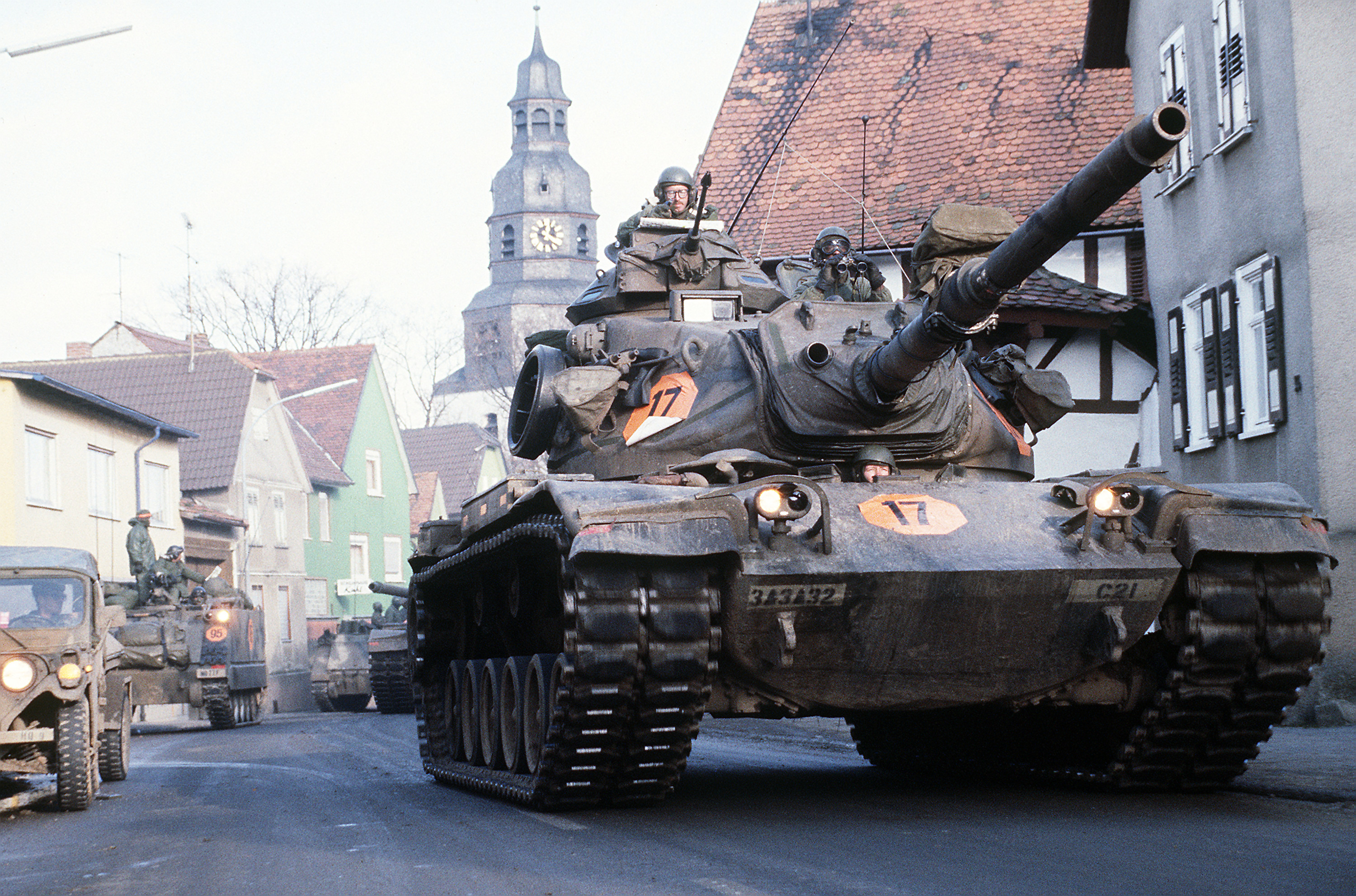
Un M60A3 estadounidense en Alemania, durante el ejercicio REFORGER de 1985. Lleva el M68, la variante estadounidense del L7 de 105 mm.

- Cadencia de tiro: Un máximo de 10 disparos por minuto.

### Munición Disponible
- APDS
- APERS-T ("Antipersona-trazadora")
- APFSDS
- Fogueo
- Explosivo
- HEAT Alto poder explosivo antitanque
- HESH Cabeza de choque de alto explosivo
- Humo-Incendiario de fósforo blanco
- Munición de práctica
- Munición de práctica Sabot

## Variantes

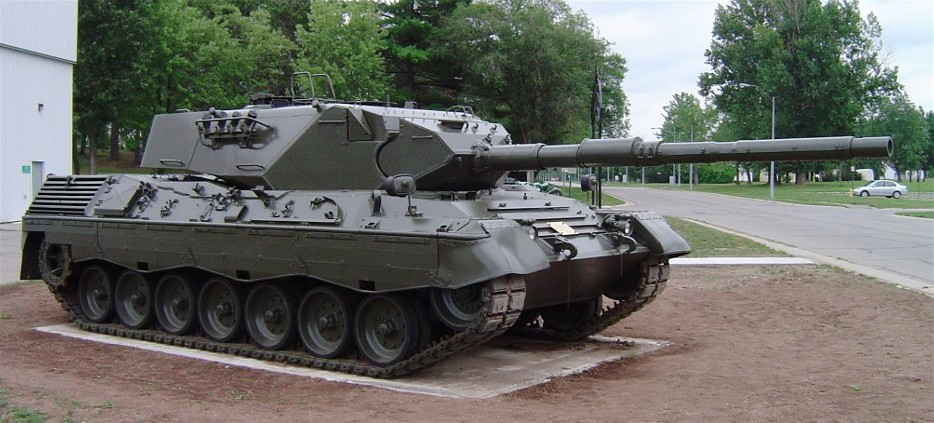
Tanque Leopard 1A3 canadiense en museo militar de la base Borden.

- L7A1

Variante de producción estándar británica.
- L7A3

Variante usada en los Leopard 1 alemanes y Stingray estadounidenses. La esquina superior trasera de la recámara tuvo que ser reducida para que el cañón pueda apuntarse hacia abajo sin golpear el techo de la torre.
- L74

Variante sueca con una longitud de 62 calibres (6,51 metros) usada solo para el Stridsvagn 103.
- M68

Variante estadounidense construida para el M60 Patton. Utiliza una recámara redonda con un cierre vertical y un sistema de escape diferente.
- KM68A1

Variante surcoreana del M68 estadounidense producida bajo licencia.
- Tipo 79/81/83

Variante china de un L7 suministrado por Austria.
- FM K.4 Modelo 1L

Variante argentina fabricada por Fabricaciones Militares para el Ejército Argentino. Utilizado en el TAM.

## En servicio

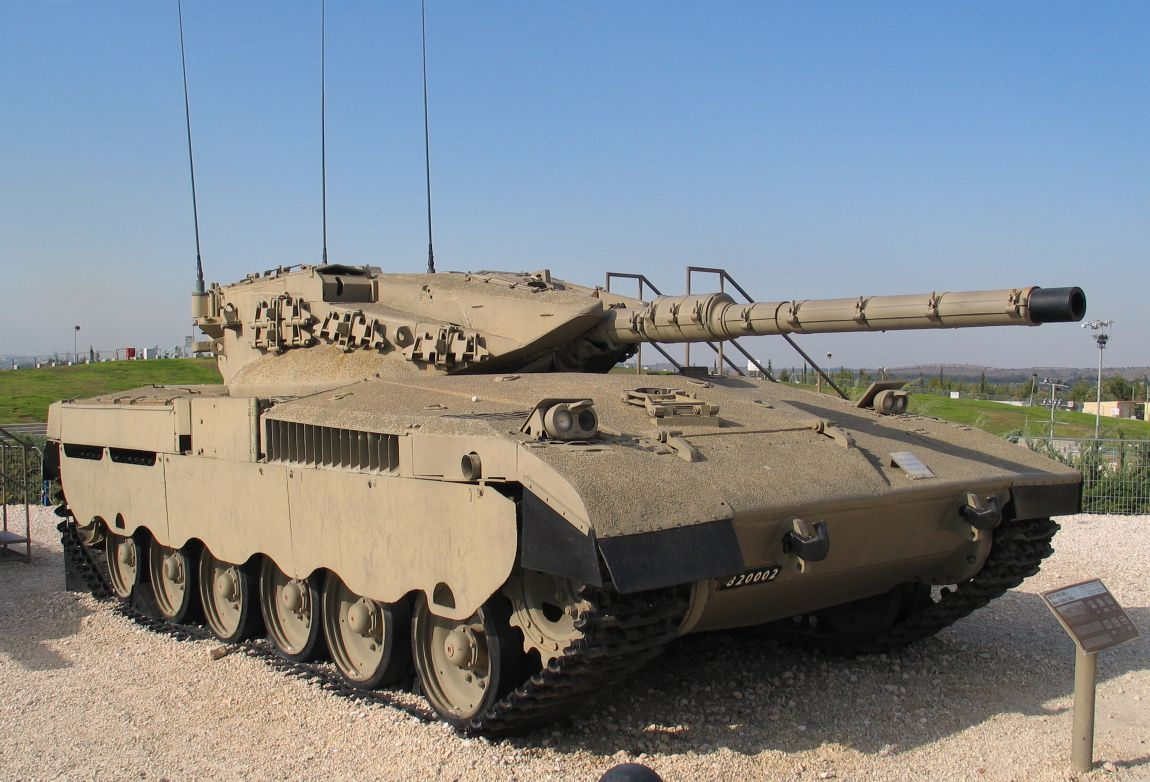
Merkava 1 del Ejército israelí, armado con el M68, versión estadounidense del L7.

- Carro de combate Centurion, y derivados como el Olifant sudafricano.
- EE-T1 Osório
- Leopard 1
- M1 Abrams
- M48 Patton en los ejemplares modernizados a la versión A5.
- K1
- M60 Patton
- Merkava I y II
- OF-40
- Pz-61 y Pz-68
- Stridsvagn 103
- Stryker
- T-54 en muchas variantes mejoradas.
- T-55 en muchas variantes mejoradas

- T-55 egipcios, actualizados.
- Tiran-4Sh, modificación israelí del T-55

- TAM
- Tipo 74
- Vijayanta
- Ramsés II

### Desarrollos relacionados
- Rheinmetall 120 mm
- GIAT CN120-26/52/Nexter F1
- IMI MG251
- Royal Ordnance L11
 Royal Ordnance L30
- RUAG L50
- / 2A46 (D-81T)

### Listas relacionadas
- Anexo:Tanques de combate principal por generación